# Shozo Awazu
Shozo Awazu est un judoka japonais, 9e dan (kyū-dan, ceinture rouge), né le 18 avril 1923 à Kyôto et mort le 17 mars 2016 en France à Fontenay-aux-Roses. Il est l'une des références de l'essor du Judo en France.

## Biographie
Shozo Awazu naît dans ce qui est maintenant Tōkaidō-chō, dans l'arrondissement de Yamashina de Kyoto.
Il commence le judo à 10 ans ; à 13 ans, il est ceinture noire. Il obtient le titre de champion du Japon par équipe à 15  et   16 ans. Shozo Awazu atteint le grade de 6e dan de judo à l'âge de 26 ans.
Il est envoyé en France par maître Kurihara de la Butokukai de Kyoto qui l’a désigné pour devenir l'assistant de Mikinosuke Kawaishi. Il arrive à Marseille le 5 juillet 1950.  Le 21 octobre 1950, lors d'un gala au Vélodrome d’Hiver, il rencontre et bat les champions de l’équipe de France de l'époque (Levannier, Martel, Belaud, Verrier, Roussel, Cauquil, Pelletier, Laglaine, Zin) à l'exception de Jean de Herdt qui obtient le nul. Il devient leur entraîneur sous la responsabilité de Maître Kawaishi. En 1953, il devient entraîneur du Racing Club de France. Il entraine Henri Courtine et Bernard Pariset, les deux premiers Français à participer aux premiers championnats du monde de judo en 1956. Shozo Awazu s'installe définitivement en France mais continue d'aller régulièrement au Japon. Au cours des années, il forme plusieurs champions du judo français. Il enseignera au Racing Club de France de 1953 à 2014 jusqu'à l'âge de 91 ans et dispensa également son enseignement à des particuliers de 2000 à sa mort.

## Judo
Shozo Awazu est expert en ne-waza (judo au sol) reconnu mondialement en katas et en tandoku-renshu. Considéré comme le dernier grand maître japonais du judo en France, il représente l'histoire, la connaissance, l'éthique et le savoir ancestral.
Maître Awazu fait partie de ceux qui sont à l'origine du Code moral du Judo. Il était aussi une personne qui a aimé enseigner la paix, le respect, l'honneur, le partage, l'entraide, etc. Il était notamment attaché à l'équipe nationale de France dont il a aidé les membres dans leur parcours.
En avril 2023, à l'occasion du centenaire de sa naissance, il reçoit un hommage à la Maison de la culture du Japon à Paris, où sa vie et son œuvre son présentés par l'historien et judoka Michel Brousse.

## Vie privée
Shozo Awazu a été l'époux de Tamié Awazu (21 janvier 1925 - 7 mai 2017), maître Seijun, dessinatrice et calligraphe japonaise.

## Honneurs
- Chevalier de la Légion d'honneur (1999)[8].
- Décoré de l'Ordre du Soleil levant par l'empereur du Japon[9].
- Au Racing Club de France, le grand dojo de la section judo porte le nom de Shozo Awazu[10].

## Publication
- Shozo Awazu, Méthode de judo au sol, éditions Publi-Judo, Paris, 1963. Chiron-Sports, Paris, 1974.

### Filmographie
- Camille de Casabianca, Vive nous!, 2000
- Camille de Casabianca, Tatami, 2003[11].